# 鹿米
鹿米（ろくべい、生没年不詳）とは、江戸時代の浮世絵師。

## 来歴
師系・経歴不明。鹿米と号す。作画期は天保頃とされる。作に十二支に因む動物を描いた横中判の錦絵があり、そのうち「虎」、「猿」が知られている。これは栄川堂版である。